# 과다수면
과다수면(수면과다증, 영어: hypersomnia)은 잠이 비정상적으로 많아지는 수면 장애의 총칭이다.
국제 수면장애 분류(International Classification of Sleep Disorders-3)에 따르면, 중추성 과다수면장애는 탈력발작을 동반하는 기면병(1형 기면병), 탈력발작을 동반하지 않는 기면병(2형 기면병), 특발성 수면과다증, 그리고 클레인-레빈 증후군을 일컫는다.

## 정의
2013년 5월에 개정된 정신질환 진단 및 통계 편람 제5판에 따르면 과다수면이란 여러 가지 하위 유형을 가지고 있는 수면 장애로 기술되어 있다.

## 증상
과다수면의 주요한 증상으로는 3달 이상 지속되는 낮시간대의 과도한 졸음 혹은 장시간의 야간수면이 있다.

## 역학
과다수면은 전체 인구 중 대략 5%에게 영향을 미치고 있으며, 그 중 특히 무호흡 증후군을 가지고 있는 남성에게 많이 나타난다.

## 치료
비록 만성 과다수면에 대한 치료법은 없지만, 환자의 삶의 질을 높이는 치료법은 존재한다.

## 같이 보기
- 그물체